# Свеженцев, Николай Николаевич
Николай Николаевич Свеженцев (Свежинцев) (7 июля 1983, Валуйки) — российский футболист, защитник, полузащитник.
Воспитанник ДЮСШ (Валуйки) и СДЮШОР «Спартак» Москва. В 2011 году провёл 11 матчей за дубль «Спартака» в турнире дублёров и 15 — за молодёжную команду в первенстве КФК. В 2002 году играл во Втором дивизионе за «Мострансгаз» Газопровод. 2003 год провёл в «Динамо» Минск, сыграл три матча в чемпионате и 8 — за дубль в соответствующем первенстве. В 2004 году отыграл 17 матчей за калининградскую «Балтику», с которой вылетел из Первого дивизиона. В следующем сезоне, в котором команда выиграла зону «Запад» Второго дивизиона, сыграл за «Балтику» три матча. В 2006—2010 годах играл во втором дивизионе за клубы «Балтика-2» (2006), «Луховицы» (2007), «Русичи» Орёл (2008—2010). Сезоны 2011/12 — 2012/13 провёл в чемпионате Азербайджана в составе «Кяпаза» Гянджа.